# Glenard P. Lipscomb
Glenard Paul Lipscomb (ur. 19 sierpnia 1915 w hrabstwie Jackson, zm. 1 lutego 1970 w Bethesda) – amerykański polityk, członek Partii Republikańskiej.

## Działalność polityczna
Od 1948 do 1953 zasiadał w Zgromadzeniu Stanowym Kalifornii. W okresie od 10 listopada 1953 do śmierci 1 lutego 1970 przez dziewięć kadencji był przedstawicielem 24. okręgu wyborczego w stanie Kalifornia w Izbie Reprezentantów Stanów Zjednoczonych.